# Isel Old Park
Isel Old Park var en civil parish 1866–1934 när det uppgick i Blindcrake, i grevskapet Cumbria i England. Civil parish var belägen 8 km från Cockermouth och hade 68 invånare år 1931.